# Kink

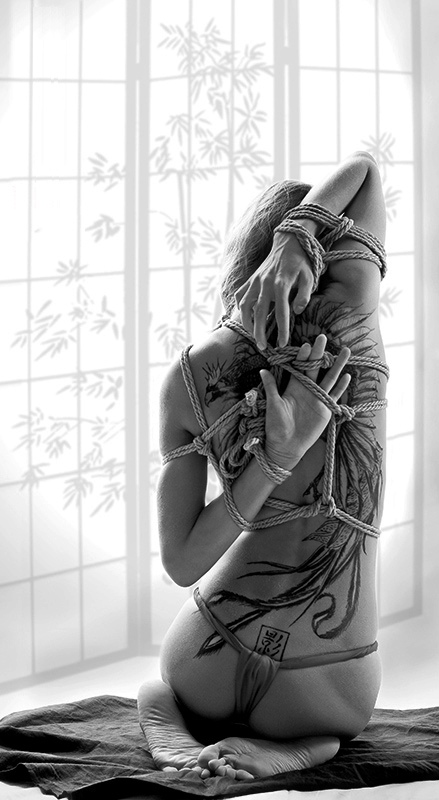
El bondage es comúnmente considerado como un tipo de kink.

En la sexualidad humana, el kink es el conjunto de prácticas, conceptos o fantasías sexuales no convencionales. El término deriva de la idea de una «desviación» en el comportamiento sexual de un sujeto, para contrastar dicho comportamiento con costumbres y propensiones sexuales «convencionales» o «vainillas». Por lo tanto, es un término coloquial para el comportamiento sexual no normativo.

## Historia
El término kink ha sido reclamado por quienes practican el fetichismo sexual como un término o sinónimo de sus prácticas, lo que indica una gama de prácticas sexuales y eróticas desde la objetivación lúdica hasta la sexual y ciertas parafilias. En el siglo XXI, el término kink, junto con expresiones como BDSM, fetish y fetiche, se ha utilizado más comúnmente que el término parafilia.
Algunas universidades también cuentan con organizaciones estudiantiles centradas en problemas, dentro del contexto de preocupaciones LGBT más amplias. La psicóloga Margie Nichols describe el kink como una de los «elementos que componen la "Q" en LGBTQ».
Las prácticas sexuales del kink van más allá de lo que se consideran prácticas sexuales convencionales como un medio para aumentar la intimidad entre las parejas sexuales. Algunos hacen una distinción entre kink y fetichismo, definiendo la primera como una mejora de la intimidad de la pareja, y la segunda como su reemplazo. Debido a su relación con los límites sexuales convencionales, que varían según la época y el lugar, la definición de lo que es convencional o lo que no, es muy variable también.